# Ченталло
Ченталло (итал. Centallo) — коммуна в Италии, располагается в регионе Пьемонт, в провинции Кунео.
Население составляет 6519 человек (2008 г.), плотность населения составляет 155 чел./км². Занимает площадь 42 км². Почтовый индекс — 12044. Телефонный код — 0171.
В коммуне особо почитаемы святые Ангелы-Хранители (S.S. Angeli Custodi), празднование 2 октября.

## Демография
Динамика населения:

## Администрация коммуны
- Официальный сайт: http://www.comune.centallo.cn.it/